# Croton frieseanus
Espèce
Croton frieseanus est une espèce de plantes à fleurs du genre Croton et de la famille des Euphorbiaceae, présente au sud de l'Amérique.
Il a pour synonyme :
- Oxydectes frieseana, (Müll.Arg.) Kuntze